# 尼克賓法爾斯特
尼克賓法爾斯特（丹麥語：Nykøbing Falster）是位於丹麥法爾斯特島的城市，原名尼克賓（丹麥語：Nykøbing），人口為16,503（2015年1月1日），現為古爾堡松市鎮的行政中心，2007丹麥市政改革前為斯托海峽郡的首府。